# Cicindelidia abdominalis
Cicindelidia abdominalis es una especie de escarabajo del género Cicindelidia, familia Carabidae. Fue descrita científicamente por Fabricius en 1801.
Mide 8-11 mm. Es negruzco brillante con tonos azulados, con medias lunas blanquecinas en el extremo de los élitros. Habita en el este de los Estados Unidos.